# نظرية ثراء وسائل الإعلام
نظرية ثراء وسائل الإعلام، والتي يشار إليها أحياناً بنظرية ثراء المعلومات، هي إطار لوصف وسائل الإتصال على حسب قدرتها على إنتاج المعلومات التي تنقل من خلالها. وقد قام بوضع هذه النظرية كلٍ من ريتشارد دافت Richard L. Daft وروبرت لينجيل Robert H. Lengel، واستخدمت لتصنيف وتقييم وسائل إتصالية معينة، مثل المكالمات الهاتفية والمؤتمرات المرئية والبريد الإلكترونى. فعلى سبيل المثال، المكالمة الهاتفية لا يمكن من خلالها تقل إشارات اجتماعية مرئية كالإيماءات، لذا فهى وسيلة إتصالية أقل ثراءً من المؤتمرات المرئية، والتي تسمح بدرجة ما لمستخدميها بنقل الإيماءات.
أوضحت نظرية ثراء وسائل الإعلام، على وجه التحديد، إنه كلما زاد غموض المضمون وإلتبست معانيه، كلما كانت وسائل الإعلام الأكثر ثراءً هي الأنسب له. وارتكازاً على نظريتى الطوارئ ومعالجة المعلومات، فسرت نظرية ثراء وسائل الإعلام أن وسائل الإتصال الشخصية الأكثر ثراءً تحظى بفاعلية أكبر من وسائل الإعلام الضعيفة الأقل ثراءً عندما يتعلق الإتصال بقضايا مبهمة.

## خلفية عن النظرية
قدم كلٍ من ريتشارد دافت وروبيرت لينجيل نظرية ثراء وسائل الإعلام عام 1984. وقد وضعت في المقام الأول لوصف وتقييم وسائل الإتصال داخل المنظمات. واعتمدت على نظرية «معالجة المعلومات» وكيفية تبادل المعلومات داخل المنطمات.
تهدف نظرية ثراء وسائل الإعلام إلى التغلب على تحديات الإتصال التي تواجه المنظمات مثل الرسائل غير الواضحة أو الرسائل ذات التفسيرات المتناقضة. وقد تم دراسة نظرية ثراء وسائل الإعلام على نطاق واسع منذ عرضها لأول مرة. وقام كتابها الأصليون بطرح العديد من المقالات الإضافية حول الموضوع والتي تشمل دراسة عن وصف ثراء وسائل الإعلام والقدرة على الاختيار المناسب لوسائل الإعلام كمهارة تطبيقية.
أختبر علماء إتصال آخرون النظرية من أجل تطويرها، وفي الآونة الأخيرة تكيفت نظرية ثراء وسائل الإعلام لتشمل وسائل الإتصال الإعلامية الحديثة مثل الفيديوهات المتطورة وعقد المؤتمرات عبر الإنترنت. وعلى الرغم من ارتباط النظرية باستخدام وسائل الإعلام عن اختيارها، إلا أن الدراسات التجريبية للنظرية درست في كثير من الأحيان الوسيلة التي يجب أن يختارها القائم بالإتصال وليس التأثيرات المترتبة على استخدام وسائل الإعلام.
وقد تم تطبيق نظرية ثراء وسائل الإعلام منذ تقديمها على سياقات خارج المنظمات والأعمال الإتصالية.

## النظرية
عرف دافت ولينجيل ثراء المعلومات على إنها «قدرة المعلومات على تغيير الفهم خلال فترة زمنية».
أن عمليات الإتصال التي تستطيع التغلب على الأطر المرجعية المختلفة وتوضح القضايا الغامضة لتعزيز الفهم في الوقت المناسب تعتبر أكثر ثراءً. أما عمليات الإتصال التي تستغرق وقت أطول لنقل الفهم تكون أقل ثراءً.
تنص نظرية ثراء وسائل الإعلام على أن جميع قنوات الإتصال تملك خصائص معينة تجعلهم أقل أو أكثر ثراءً، وأحد أهم أهداف أختيار وسيلة إتصال هو تقليل غموض الرسالة. إذا كانت الرسالة غامضة، فإنها تكون غير واضحة وبالتالى أكثر صعوبة على مستقبل الرسالة لفك شفرتها. فكلما كانت الرسالة غامضة، كلما زادت الحاجة إلى الإشارات والمعطيات اللازمة لفهمها. وتضع نظرية ثراء وسائل الإعلام وسائل الإتصال على مقياس متواصل يمثل ثراء الوسيلة وقدرتها على توصيل رسالة معقدة بكفؤ. على سبيل المثال، رسالة بسيطة معدة لترتيب موعد ومكان لقاء يمكن نقلها من خلال رسالة قصيرة عبر البريد الإلكترونى، بينما رسالة أكثر تفصيلاً عن أداء عمل شخصٍ ما والتوقعات حوله يكون الأفضل نقلها من خلال الإتصال المباشر وجهاً لوجه.
تشتمل النظرية على إطار له محاور على مستوى الغموض والشك تمتد من الأدنى إلى الأقصى، مع انخفاض درجة الغموض والشك، يصبح الموقف واضح ومعرف جيداً، مع ارتفاع درجة الغموض والشك، تصبح الاحداث مبهمة وملتبسة المعنى تحتاج إلى توضيح القائم بالإتصال. وقد أكد دافت ولينجيل أيضاً على أن وضوح الرسالة يكون مهدد أثناء إتصال الإدارات المتعددة مع بعضها البعض، وذلك لأن الإدارات من الممكن أن تكون مدربة في مجموعات نهارية مختلفة أو لها قواعد ومبادئ إتصالية متناقضة.

### تحديد ثراء وسائل الإعلام
في مقالٍ لهم يتعلق بنظرية ثراء وسائل الإعلام عام 1986، نص دافت ولينجل على إنه «كلما زادت نسبة التعلم التي يمكن ضخها من خلال الوسيلة، كلما كانت الوسيلة أكثر ثراءً». إن ثراء وسائل الإعلام يعد وظيفة لعدة خصائص شاملة ما يلى:
- القدرة على معالجة إشارات المعلومات المتعددة في وقتٍ واحد.
- القدرة على تيسيير فورية رجع الصدى.
- القدرة على جذب التركييز الشخصى.
- القدرة على استخدام اللغة الطبيعية.

كلما زاد التواجد الإجتماعى للوسيلة أدى ذلك إلى خلق فورية ودفء أكبر للإتصال، وذلك بسبب زيادة عدد القنوات. تتنبأ نظرية ثراء وسائل الإعلام أن يقوم المديرون باختيار طريقة الإتصال على أساس ملائمة غموض الرسالة لثراء الوسيلة، ومع ذلك، فكثيراً ما تدخل عوامل أخرى في الاعتبار، مثل المزارد المتاحة للقائم بالإتصال. وهذا يفترض أن يكون المديرون أكثر تركيزاً على كفاءة المهمة (وهي تحقيق الهدف بأكبر قدر من الكفاءة)، ولا يأخذوا في الاعتبار عوامل أخرى، مثل بناء العلاقات.
وقد قام الباحثون بالإشارة لاحقاً إلى أن المواقف تجاه وسيلةٍ ما قد لا يتنبأ بدقة احتمالية استخدام شخص ما لتلك الوسيلة، حيث أن استخدام وسيلة الإعلام لا يكون دائماً إختيارى. فإذا كانت مبادئ منظمة ما ومواردها تدعم أحد الوسائل، يكون من الصعب على مديرها أن يختار وسيلة أخرى لنقل رسالته.
يدخل ثراء الوسيلة أيضاً في الاعتبار عند النظر في مدى كون الرسالة شخصية بشكل عام، الرسائل الأكثر ثراءً تكون أكثر شخصية لأنها تشمل الإشارات اللفظية وغير اللفظية ولغة الجسد وتغيير مقام الصوت والإيماءات والتي تشير إلى رد فعل الشخص تجاه الرسالة. فالوسائل الأكثر ثراءً يمكنها تعزيز علاقة أقرب بين الرئيس المرؤس. وسواء كانت الرسالة إيجابية أو سلبية ذلك يمكن أن يكون له تأثيير على الوسيلة التي تم اختيارها. قد يرغب المديرون في نقل الرسالة السلبية بشكل شخصى أو من خلال وسائل إعلامية أكثر ثراءً، حتى إذا كانت درجة غموض الرسالة غير مرتفعة، وذلك لتيسيير العلاقات بشكل أفضل مع المرؤسين. من ناحية أخرى، فإن إرسال رسالة سلبية عبر وسيلة أقل ثراءً قد يضعف اللوم المباشر لمرسل الرسالة ويمنعه من مشاهدة رد فعل المُستقبِل.

## تطبيق
إن التطبيق الأكثر فورية وعمق لنظرية ثراء وسائل الإعلام خاص بالمرسلين في اختيار وسيلة الإتصال. وتعنى أن المرسل يجب أن يختار وسيلة ذات ثراء مناسب لنقل الرسالة المطلوبة. وقد أكد دافت ولينجيل في مقالٍ لهم عام 1989 إن وسائل الإعلام الأكثر ثراءً تكون أكثر ملائمة للرسائل الغامضة غير الروتينية، في حين تكون وسائل الإعلام الأقل ثراءً أكثر ملائمة للرسائل الروتينية غير الغامضة. في الواقع، كثيراً ما يجبر المرسلين على استخدام طرق أقل ثراءً للإتصال. ويجب على المرسلين الذين يستخدموا وسائل إعلام إتصالية أقل ثراءً أن يتفهموا القيود المفروضة على تلك الوسيلة في أبعاد رجع الصدى والإشارات المتعددة وصناعة الرسالة والانفعالات. على سبيل المثال، الصعوبة النسبية لتحديد ما إذا كان نص رسالة عصرية بلهجة جادة أم ساخرة.

### الاتصالات التنظيمية والتجارية
صممت نظرية ثراء وسائل الإعلام لتخص في الأساس الاتصالات التنظيمية (أي داخل المنظمات) والدراسات في مجال الأعمال. على سبيل المثال، قد تجد المنظمات أن البريد الإلكترونى وسيلة أقل ثراءً، فيلجأوا للإتصال وجهاً لوجه مع زملاء العمل لإتخاذ القرارات الهامة.
تنص النظرية على أنه كلما زاد غموض الرسالة على المستقبل، كلما زادت الحاجة إلى وسيلة أكثر ثراءً لنقل هذه الرسالة. 
تختلف مزايا وعيوب كل وسيلة من وسائل الإعلام، بعضها أكثر فورية من غيرها، وبعض الوسائل تنقل الإشارات الصوتية أو غيراها بدقة أكبر. بشكل عام، تستخدم نظرية ثراء وسائل الإعلام لتحديد أفضل وسيلة للفرد أو للمنظمة لنقل رسالة ما.
في عالم الأعمال الحديثة، التقنيات مثل المؤتمرات المرئية، والتي تمكن المشاركين من رؤية بعضهم البعض حتى وأن كانوا في مواقع منفصلة، تتيح الفرصة للمنظمات أن يكون لديها وسائل إتصال إعلامية أكثر ثراءً عن الدعوة للمؤتمرات التقليدية.

### التطبيقات الممتدة في وسائل الإعلام الحديثة
على الرغم من التنازع على تطبيق نظرية ثراء وسائل الإعلام في وسائل الإعلام الحديثة (انظر النقد)، إلا أنها لازالت تستخدم تجريبياً كأساس للدراسات التي تبحث عن وسائل الإعلام الحديثة.

#### المواقع والنص التشعيبى
إن المواقع الإلكترونية كوسيلة إعلام حديثة يمكن أن تختلف في ثرائها. ففى دراسة تختبر تمثيل يوغوسلافيا السابقة former Yugoslavia على الشبكة العالمية، أفترض كل من جاكسون Jackson وبرسل Purcell أن النص التشعيبى يلعب دور في تحديد ثراء المواقع الفردية. فقد وضعوا إطار من المعايير التي تمكن من خلالها تقييم استخدام النص التشعيبى في الموقع من حيث خصائص ثراء وسائل الإعلام التي أوضحها دافت ولينجيل في نظريتهم الأصلية. من ناحية أخرى، قام سيمون Simon وبيباس Peppas في مقال لهم عام 2004 بدراسة ثراء المواقع المنتجة من حيث استخدام الوسائط المتعددة. فقد صنفوا «المواقع الإعلامية الغنية» على إنها تلك التي تشمل نصوص وصور وأصوات وفيديو كليب، بينما تكون «المواقع الإعلامية الفقيرة» هي تلك التي تحتوى على نصوص فقط. وقاموا بإنشاء أربعة مواقع في دراستهم (موقعين ثريين وموقعين فقيرين) لوصف المنتجين (أحدهم بسيط والآخر معقد). ووجدوا أن أكثر المستخدمين، بغض النظر عن تعقيد المنتج، فضلوا المواقع التي تقدم وسائل إعلام أكثر ثراءً.

#### التراسل الفورى
من نتائج الدراسة التي أجراها آنانداراچان وآخرون عن استخدام جيل واى Generation Y (المعروف أيضاً بجيل الألفية) للتراسل الفورى، تم إستنتاج ما يلى " كلما زاد إدراك المستخدمين للتراسل الفورى على أنه وسيلة إتصال ثرية، كلما كان من المرجح اعتقادهم بان هذه الوسيلة مفيدة للتنشئة الاجتماعية ". بالإضافة إلى ذلك، قام شيير Sheer بدراسة تأثير كل من وسائل الإعلام والتحكم في الإتصال، من أجل فهم أفضل لإستخدام المراهقين لبرامج MSN. ومن بين النتائج الأخرى، أثبتت الدراسة التي أجراها شيير أن " المميزات الغنية، مثل Webcam و MSN spaces سهلت على ما يبدو زيادة المعارف والأصدقاء الجدد والأصدقاء من الجنس الآخر، وبالتالى، العدد الإجمالى للأصدقاء.

#### التعليم عن بعدوالكتابة الإلكترونية
عند تقييم رضى الطلاب عن الدورات التي تقام عن بعد، استنتج كلٍ من شيبارد Sheppherd ومارتز Martz أن استخدام الدورة لتكنولوجيا وسائل الإعلام الثرية يؤثر على كيفية تقييم الطلاب لجودة الدورة. إن الدورات التي تستخدم أدوات مثل «منتديات النقاش ومساحات لمشاركة الوثائق والبث عبر الإنترنت» تعتبر أكثر إيجابية. وفي عام 2011 قام لاى Lai وشانج Chang باستخدام وسائل الإعلام كمتغير في دراستهم التي تبحث سلوكيات المستخدم تجاه الكتب الإلكترونية، وأشاروا إلى أن قدرة محتوى وسائل الإعلام الثرية مثل الروابط التشعيبية المتضمنة وغيرها من إضافات الوسائط المتعددة، تقدم للمستخدمين خبرة مختلفة للقراءة عن الكتاب المطبوع.

#### التزامن
في إبريل 1993، أقترح ڤالاسيش Valacich وآخرون أنه في ضوء وسائل الإعلام الحديثة يمكن تضمين التزامن كخاصية إضافية لتحديد ثراء الوسيلة. فقد قاموا بتعريف «التزامن البيئى ليمثل قدرة الإتصال البيئى على دعم حلقات الإتصال المتميزة، دون الانتقاص من أي حلقات أخرى والتي قد تحدث في وقت واحد بين مختلف الأفراد أو أنفسهم». من ناحية أخرى، فقد أوضحوا أنه في حين يمكن تطبيق فكرة التزامن على وسائل الإعلام الموصوفة في نظرية دافت ولينجيل الأصلية، إلا أن وسائل الإعلام الحديثة تتيح فرصة أكبر للتزامن من أي وقتٍ مضى.

## نقد عام
أنتقد العديد من الباحثين نظرية ثراء وسائل الإعلام في الماضى بسبب طبيعتها القطعية. وأكد ماركس Markus أن الضغوط الاجتماعية يمكن أن تؤثر على استخدام وسائل الأعلام بقوة أكبر بكثير من ثرائها، وبطرق تتعارض مع المبادئ الأساسية لنظرية ثراء وسائل الإعلام.
كما لوحظ أن نظرية ثراء وسائل الإعلام كانت يجب ألا تفترض أن الآراء تجاه استخدام وسائل إعلام أكثر ثراءً في موقفٍ ما تتعارض تماماً مع استخدام وسائل إعلام اقل ثراءً. في الواقع، اختيار وسائل الإعلام أمر معقد وبشكل عام حتى لو إعتبرنا وسيلة إعلامية أكثر ثراءً هي «الأفضل» لنقل رسالة ما، فهذا لا يعنى أن وسيلة إعلامية أخرى أقل ثراءً لا تستطيع نقل هذه الرسالة على الإطلاق.
وعلى الرغم من أن استخدام وسائل إعلامية أقل أو أكثر ثراءً قد يحدث فروق لبعض المهام، إلا أن إستخدامها بالنسبة لبعض المهام الأخرى لا يشكل أي اختلاف للدقة التي تنقل بها الرسالة.

## ملخص البحث
تصف نظرية ثراء وسائل الإعلام Media Richness Theory لدراسة معايير الاختيار بين الوسائل الإعلامية التكنولوجية وفقاً لدرجة ثرائها المعلوماتي، وتوضح أن فعالية الإتصال يعتمد على القدر الذي تستخدم به الوسيلة، وتركز بشكل أكبر على الأشكال التفاعلية للإتصال في اتجاهين بين القائم بالإتصال والجمهور المستقبل للرسالة، وطبقاً للنظرية فإن الوسائل الإعلامية التي توفر رجع صدى تكون أكثر ثراء، فكلما قل الغموض كلما كان الاتصال الفعال أكثر حدوثاً، فثراء المعلومات يقوم بتخفيض درجة الغموض وإيجاد مساحة من المعاني المشتركة باستخدام وسيلة اتصالية معينة. وتفترض هذه النظرية فرضين أساسين هما:
- الفرض الأول: أن الوسائل التكنولوجية تمتلك قدراً كبيراً من المعلومات، فضلاً عن تنوع المضمون المقدم من خلالها وبالتالي تستطيع هذه الوسائل التغلب على الغموض والشك الذي ينتاب الكثير من الأفراد عند التعرض لها.
- الفرض الثاني: هناك أربعة معايير أساسية لترتيب ثراء الوسيلة مرتبة من الأعلى إلى الأقل من حيث درجة الثراء وهي سرعة رد الفعل، قدرتها على نقل الإشارات المختلفة باستخدام تقنيات تكنولوجية حديثة مثل: الوسائط المتعددة، والتركيز الشخصي على الوسيلة، واستخدام اللغة الطبيعية.